# Ловиса Линд
Ловиса Линд (швед. Lovisa Tora Yvonne Lindh; Кунгелв, 9. јул 1991) је шведска атлетичарка, специјалиста за трчање на 800 м. Чланица је АК Улеви.
Трострука је првакиња Шведске (2 пута у дворани и 1 на отвореном).
Највећи досадашљи успех постигла је на Европском првенству 2016. у Амстердаму, освајање трећег места са новим личним рекордом.

## Значајнији резултати
| Год                  | Такмичење                                | Место                 | Дисциплина           | Пласман              | Резултат             | Бел.                 |
| Представљала Шведску | Представљала Шведску                     | Представљала Шведску  | Представљала Шведску | Представљала Шведску | Представљала Шведску | Представљала Шведску |
| -------------------- | ---------------------------------------- | --------------------- | -------------------- | -------------------- | -------------------- | -------------------- |
| 2009.                | Европско јуниорско првенство             | Нови Сад, Србија      | 800 м                | 9.                   | 2:07,57              |                      |
| 2010                 | Светско јуниорско првенство              | Монктон, Канада       | 800 м                | 33                   | 2:10,51              |                      |
| 2013.                | Европско првенство за млађе сениоре У—23 | Тампере Финска        | 800 м                | 7.                   | 2:08,99              |                      |
| 2014.                | Европско првенство                       | Цирих Швајцарска      | 800 м                | 12                   | 2:02,60              |                      |
| 2016.                | Светско првенство у дворани              | Портланд САД          | 800 м                | 8.                   | 6,67 м               |                      |
| 2016.                | Европско првенство                       | Амстердам Холандија   | 800 м                |                      | 2:00,37              |                      |
| 2016.                | Олимпијске игре                          | Рио де Жанеиро Бразил | 800 м                | 9.                   | 1:59,41              |                      |
| 2017.                | Европско првенство у дворани             | Београд Србија        | 800 м                | 4.                   | 2:01,37              |                      |

## Лични рекорди
На отвореном
- 800 м — 1:59,41 — Рио де Жанеиро, 18. август 2016.
- 1.000 м — 2:36,04 — Гетеборг, 15. јул 2016.
- 1.500 м — 4:14,10 — Најмеген, 18. мај 2016.

У дворани:
- 800 м — 2:01,37 — Београд, 5. март 2017.
- 1.500 м — 4:32,87. Скокхолм, 21. фебруар 2013.